# Психопатологија
Психопатологија је научна дисциплина која систематски истражује симптоме, природу и чиниоце (наследне, органске и социјалне) патолошких стања и процеса у менталном животу. За разлику од опште психологије, она се бави одступањима, (аберацијама) од нормалних појава у процесима опажања, мишљења, емоција, пажње, учења, мотивације, воље итд. Сазнања опште психопатологије служе као темељ психијатрији, клиничкој психологији, али утичу и на социјални рад.

## Историја менталних болести
Наше најраније објашњење онога што сада називамо психопатологијом било је постојање зла духова и демона. Многи су веровали, чак и у шеснаестом и седамнаестом века да би бизарно понашање повезано са менталним болестима могло бити само чин самог ђавола. Да би се ово поправило, многи појединци који су боловали од менталних болести били су мучени у покушају да се из њих избаце демона. Већина људи зна о суђењима везаним за вештице где су многе жене брутално убијене због лажног уверења о поседовању тих способности. Када методе мучења нису успеле да врате особу на здрав разум,  обично се сматрало да су те особе вечно опседнуте и као изгубљене.
До осамнаестог века медицина је почели да гледа  на менталне болести различито. Током овог временског периода, „лудило” је почело да се посматра као болест ван контроле оболеле  особе, а не чин демона. Због тога су хиљаде људи ограничених на тамнице и дневне тортуре, пуштени као азиланти на којима су лекари почели истраживати медицинске облике терапије.
Данас је медицински модел и даље покретачка снага у дијагностици и лечењу психопатологије, иако истраживање показује моћне ефекте које психологија има на понашање, емоције и сазнања.

## Области
Општа психопатологија
Ова област психопатологије обухвата:
- идентификацију и класификацију психопатолошких феномена,
- одвајање других појава из психопатолошких феномена,
- комбиновање психопатолошких појава у синдромима.

Специјална психопатологија
Задаци специјалне психопатологије су:
- препознавање психолошких поремећаја и њихова класификација према међународној класификацији болести. 10. ревизија,
- познавање епидемиологије, основе патофизиологије и
- опште познавање метода за лечење психијатријских поремећаја.

Социјална патологија
Области деловања социјалне патологије су:
- увод у разумевање преданости;
- норме, вредности и друштвене праксе;
- опозиција и контрола;
- формални и неформални надзор;
- нормалност и критика нормалности;
- морални и научни модел разумевања посвећености;
- дефектне појаве као индивидуалне и друштвене појаве;
- анализа званичних статистичких података о одступањима и правила за њихово тумачење;
- етиолошке теорије преданости:
- психолошке и социолошке теорије;
- облици друштвене реакције на одступање;
- кажњавање, терапеутски третман, превенција, политика заједнице;
- институционализација и дезинституционализација лечења.

## Класификација менталних обољења у психопатологији
Ментална обољења су класификована данас у складу са Дијагностичким и статистичким приручником за менталне поремећаје, четврто издање  (DSM IV), које је објавила Америчка психијатријска асоцијација (1994).  DSM IV користи мултиаксијални или вишедимензионални приступ дијагностици, јер неретко и други фактори у животу неке особе утичу на њихово ментално здравље.
Према  DSM IV у психопатологији се описују следеће пет главне осоввине:
Прва осовина  — Клинички синдроми
То је оно што ми обично сматрамо дијагнозом (нпр депресија, шизофренија, социјална фобија)
Друга осовина  — Поремећаји развоја и поремећаји личности
Поремећаји у развоју укључују аутизам и менталну ретардацију, поремећаји који се обично први пут виде у детињству.
Поремећаји личности су клинички синдроми који имају дуготрајније симптоме и обухватају индивидуални начин интеракције са светом. Они укључују параноичне, антисоцијалне и граничне поремећаје личности.
Трећа осовина  — Физички услови који играју улогу у развоју, продужењу или погоршању поремећаја из прве две осовине
Овде су укључени физички услови као што су повреда мозга или ХИВ / АИДС који могу резултовати симптомима менталних болести.
Четврта осовина  — Тежина психосоцијалних стресора
Догађаји у животу људи, као што је смрт вољене особе, започињање новог посла, факултета, незапослености, па чак и брака, могу утицати на поремећаје наведене у првој и другој осовини.
Пета осовина — Највиши ниво функционисања
На завршном нивоу, клиничар оцењује ниво функционисања особе у садашњем времену и на највишем нивоу у претходној години. Ово помаже клиничару да схвати како горенаведене четири осовине утичу на особу и какву врсту промена треба очекивати.